# Oreste Scalzone
Oreste Scalzone (Terni, 26 gennaio 1947) è un attivista italiano.
È stato fondatore ed esponente delle organizzazioni politiche extraparlamentari Potere Operaio e Autonomia Operaia; è stato sottoposto ad alcuni procedimenti giudiziari relativi agli anni di piombo e condannato, in contumacia, a otto anni per partecipazione ad associazione sovversiva nel 1988, nell'ambito del "Processo 7 aprile"; la pena e i reati sono stati poi dichiarati prescritti dalla corte d'assise di Milano nel 2007. Dal 1981 al 2007 Scalzone ha vissuto in Francia sotto la protezione della dottrina Mitterrand.

## Biografia
Fin da giovanissimo si avvicina ai testi marxisti. Nel 1960, sotto la spinta emotiva della strage di Reggio Emilia, si iscrive a tredici anni alla FGCI. Dal 1964 comincia a maturare uno spirito critico nei confronti del Partito Comunista Italiano, dal quale continuerà ad allontanarsi progressivamente.
Nel 1968 conosce Franco Piperno, insieme al quale condivide la leadership romana nei movimenti studenteschi di protesta del Sessantotto e il 1º marzo partecipa agli scontri di Valle Giulia, che segneranno una svolta nella contestazione giovanile di quegli anni. Il 16 marzo rimase gravemente ferito alla spina dorsale da un banco lanciato dall'ultimo piano della facoltà di giurisprudenza, dove si erano rifugiati centinaia di militanti del Movimento Sociale Italiano e Volontari Nazionali, guidati da Giorgio Almirante, Giulio Caradonna e Massimo Anderson, Luigi Turchi, andati all'Università di Roma "La Sapienza" con l'intenzione di fermare l'occupazione da parte del Movimento Studentesco. Nello stesso anno Scalzone frequenta Parigi e il suo movimento di contestazione (maggio francese). Nel 1969 fonda, con Franco Piperno e Toni Negri, l'organizzazione Potere Operaio, ispirata all'operaismo.
Nel 1973, secondo quanto detto da lui stesso in una intervista, ha contribuito ad organizzare la fuga all'estero dei membri di Potere Operaio condannati per omicidio colposo e incendio doloso nel rogo di Primavalle. Sciolto Potere Operaio in seguito alla crisi dovuta all'attentato (i vertici nazionali dell'organizzazione dichiararono di essere stati informati dei fatti solo dopo gli avvenimenti, inoltre c'era un ampio fronte innocentista composto anche dal Soccorso Rosso Militante di Dario Fo e Franca Rame), Scalzone aderì ad Autonomia Operaia.

Oreste Scalzone nel 1979

Scalzone ha reso delle dichiarazioni anche sull'omicidio del commissario Luigi Calabresi, accusato dalla sinistra della morte dell'anarchico Giuseppe Pinelli: secondo lui il possibile mandante e organizzatore poteva essere il defunto fondatore dei Gruppi d'Azione Partigiana, l'editore Giangiacomo Feltrinelli, e non Adriano Sofri e Giorgio Pietrostefani, leader di Lotta Continua. Feltrinelli era comunque già morto quando Calabresi venne assassinato. Scalzone in tempi recenti ha condannato l'omicidio come un atto di «giustizialismo politico».

### Procedimenti giudiziari e rifugio in Francia

#### Processo 7 aprile
Il 7 aprile 1979 il magistrato padovano Pietro Calogero ordina l'arresto e la carcerazione preventiva dei vertici delle due organizzazioni, soprattutto docenti universitari e intellettuali (tra cui Toni Negri ed Emilio Vesce), con l'accusa di partecipazione ad associazione sovversiva e banda armata e concorso in rapina.
Nel 1981, approfittando della libertà provvisoria ottenuta grazie a problemi di salute (era stato trasferito da Roma a Padova, Rebibbia, gli speciali di Cuneo e Palmi, Termini Imerese, poi ancora Rebibbia e Regina Coeli, «giunsi a pesare 39 chili, mi vennero un'ischemia e l'epatite», raccontò), Scalzone era fuggito in Corsica con l'aiuto dell'amico Gian Maria Volonté; dopo un passaggio a Copenaghen, raggiunge Parigi in settembre. In quegli anni la Francia offre rifugio ai ricercati italiani grazie all'omonima dottrina del presidente François Mitterrand, che vieta le estradizioni per atti di natura violenta, ma di ispirazione politica.
Il processo 7 aprile fu diviso in due tronconi:
- milanese-padovano, unito con il processo "Prima Linea - CoCoRi (Comitati Comunisti Rivoluzionari)": Oreste Scalzone fu condannato nel 1981, in contumacia, a 16 anni di reclusione, solo per costituzione di associazione sovversiva. La pena fu ridotta nel 1984 a nove anni, con il reato che diventò partecipazione ad associazione sovversiva; in seguito la Corte suprema di cassazione, nella prima sezione penale presieduta da Corrado Carnevale, dichiarò l'annullamento senza rinvio il 3 marzo 1987, per il vizio di forma del "difetto di estradizione", che la Francia non avrebbe comunque concesso.[7] Solo in caso di rientro, entro 45 giorni lo Stato italiano avrebbe potuto riavviare l'iter processuale.
- romano: Scalzone è condannato, sempre contumace, a 20 anni nel 1983 per concorso morale in rapina e partecipazione ad associazione sovversiva; nel 1986 la sua pena fu ridotta in appello a 8 anni[8], in forza dell'assoluzione dall'accusa di rapina.[7] Tale pena è invece confermata in Cassazione (sempre nella prima sezione penale) nel 1988, ma non verrà mai scontata.[9]

#### Nuovo maxi-processo agli Autonomi
Fu imputato nuovamente in contumacia in un maxi-processo contro gli Autonomi a Milano nel 1994, ancora per fatti risalenti agli anni di piombo: furono chiesti 22 mesi con il rito abbreviato, ma non fu condannato per prescrizione del reato.

#### Prescrizione
Scalzone rimane a Parigi fino al febbraio del 2007 (con l'eccezione di una breve visita in Italia, in segreto, nel 1998), quando, in seguito alla prescrizione dei reati, può tornare in Italia senza scontare alcuna condanna: infatti, il 17 gennaio 2007, i giudici della Corte d'assise di Milano sanciscono, l'«intervenuta prescrizione in relazione ai reati di partecipazione ad associazione sovversiva, banda armata e rapine» per Scalzone e altri imputati, tutti fatti risalenti al 1977 (comprendenti la condanna del 1988, i reati sospesi e il processo del 1994).

### Ritorno alla politica
I mezzi di comunicazione hanno dato ampia visibilità al suo rientro in territorio italiano. Sono oramai alcuni anni che Oreste Scalzone è tornato a fare politica attiva, vivendo tra Roma e Parigi; già in Francia guidò manifestazioni a favore del rispetto della dottrina Mitterrand nei confronti di Marina Petrella, Cesare Battisti e Paolo Persichetti, suo grande amico; per lui organizzò, in Italia, una sorta di concerto con la fisarmonica, per chiederne il rilascio dal carcere. Scalzone e Persichetti hanno collaborato nella scrittura di libri e pubblicazioni. In Francia Scalzone era stato tra i difensori più decisi della dottrina Mitterrand e quando sembrò incrinarsi, nel 1994 con l'arresto temporaneo di Persichetti, chiese di essere anch'egli processato ed espulso. Alla fine l'arresto dell'ex BR venne revocato, fino al nuovo arresto del 2002.
In occasione dello sciopero generale della CGIL del 12 dicembre 2008, ha partecipato e ha preso la parola all'assemblea nell'Aula Magna della Statale di Milano, tra gli studenti del movimento studentesco dell'Onda. Ha partecipato e preso la parola anche nella lotta degli operai di Pomigliano d'Arco, e in parecchi eventi organizzati come il raduno della Coalizione Sociale di Maurizio Landini e del Movimento per la Casa e l'emergenza abitativa.
Ha partecipato alla Nuit debout e ai movimenti contro la Loi-Travail in Francia (marzo-settembre 2016).
Nel corso degli anni, le sue idee politiche si sono progressivamente evolute da una posizione legata alla corrente "autonomista-operaista" del cosiddetto comunismo di sinistra, con il quale vengono generalmente indicate varie scuole di pensiero marxiste libertarie, contrarie per natura all'impostazione leninista e autoritaria della lotta di classe e dell'organizzazione socio-economica di un'eventuale società socialista, a una prettamente anarco-comunista, ostile a qualsiasi ipotesi di governo e/o sistema carcerario: «perché i governi sono come i padroni, non possono essere amici, nemmeno quelli di Prodi, di Chávez o di Fidel Castro».
Scrive ancora numerose pagine di attualità, tramite interventi su riviste o podcast autoprodotti, e oltre ad avere pubblicato alcuni testi di storia politica e storia dei movimenti è stato storico redattore di Metropoli, assieme a Franco Piperno e Paolo Virno.
Sue interviste compaiono in numerosi film, tra cui Della conoscenza di Alessandra Bocchetti (casa di produzione: Unitelefilm, anno di produzione: 1968).